# Chimarrhis duckeana
Chimarrhis duckeana là một loài thực vật có hoa trong họ Thiến thảo. Loài này được Delprete mô tả khoa học đầu tiên năm 1999.